# Diecezja Popokabaka
Diecezja Popokabaka (łac. Dioecesis Popokabakaensis; fr. Diocèse de Popokabaka) – rzymskokatolicka diecezja w Demokratycznej Republice Konga. Powstała 24 czerwca 1961 i wchodzi w skład archidiecezji Kinszasy. Siedziba biskupia znajduje się przy katedrze Świętej Rodziny w Popokabaka.

## Biskupi
- Biskup diecezjalny: bp Bernard Marie Fansaka Biniama (od 2020)